# Distrikt Miguel Checa
Der Distrikt Miguel Checa liegt in der Provinz Sullana der Region Piura in Nordwest-Peru. Der Distrikt wurde am 10. November 1950 gegründet. Benannt wurde der Distrikt nach Miguel Checa (1861–1935), einem peruanischen Agrarpionier in dem Gebiet. Der Distrikt hat eine Fläche von 477 km². Beim Zensus 2017 lebten 9036 Einwohner im Distrikt. Im Jahr 1993 betrug die Einwohnerzahl 5525, im Jahr 2007 7446. Verwaltungssitz ist die 70 m hoch gelegene Kleinstadt Sojo mit 4403 Einwohnern (Stand 2017). Sojo liegt südlich des nach Westen strömenden Río Chira, etwa 15 km westlich der Provinzhauptstadt Sullana. Nahe Sojo befindet sich die Casona de Sojo, ein Gebäude, das ein mexikanischer Architekt entwarf und im Jahr 1910 im Auftrag von Miguel Checa erbaut wurde. Das Gebäude ist seit 1974 ein Nationaldenkmal.

## Geographische Lage
Der Distrikt Miguel Checa liegt im äußersten Süden der Provinz Sullana. Er hat eine maximale Längsausdehnung in Nord-Süd-Richtung von etwa 43 km sowie eine maximale Breite von etwa 15 km. Der Río Chira verläuft entlang der nördlichen Distriktgrenze nach Westen. Entlang dem Flusslauf wird bewässerte Landwirtschaft betrieben. Dort befinden sich auch die Siedlungsgebiete im Distrikt. Der Süden des Distrikts liegt in der Küstenwüste von Nordwest-Peru. Die Straßenverbindung von Piura nach Paita durchquert dieses Gebiet in westlicher Richtung.
Der Distrikt Miguel Checa grenzt im Westen an den Distrikt La Huaca (Provinz Paita), im Norden an den Distrikt Marcavelica, im Nordosten an den Distrikt Sullana, im Osten an die Distrikte Piura, Veintiséis de Octubre und Catacaos, im Südosten an den Distrikt La Arena sowie im äußersten Süden an den Distrikt La Unión.